# Tarbek
Tarbek (en baix alemany Tarbeek) és un municipi de l'amt de Bornhöved (Bornhööft) al districte de Segeberg a Slesvig-Holstein a Alemanya. El 30 de setembre del 2015 comptava amb 157 habitants sobre una superfície de 10,02 km².
El primer esment escrit Terbecke data del 1305. El súfix «becke, beke, beek» significa rierol. L'agricultura és l'activitat econòmica principal.

## Monuments
- El Dòlmen de Tarbek, que figura a l'escut municipal[4]
- La masia Alt Erfrade, propietat de la ciutat hanseàtica d'Hamburg

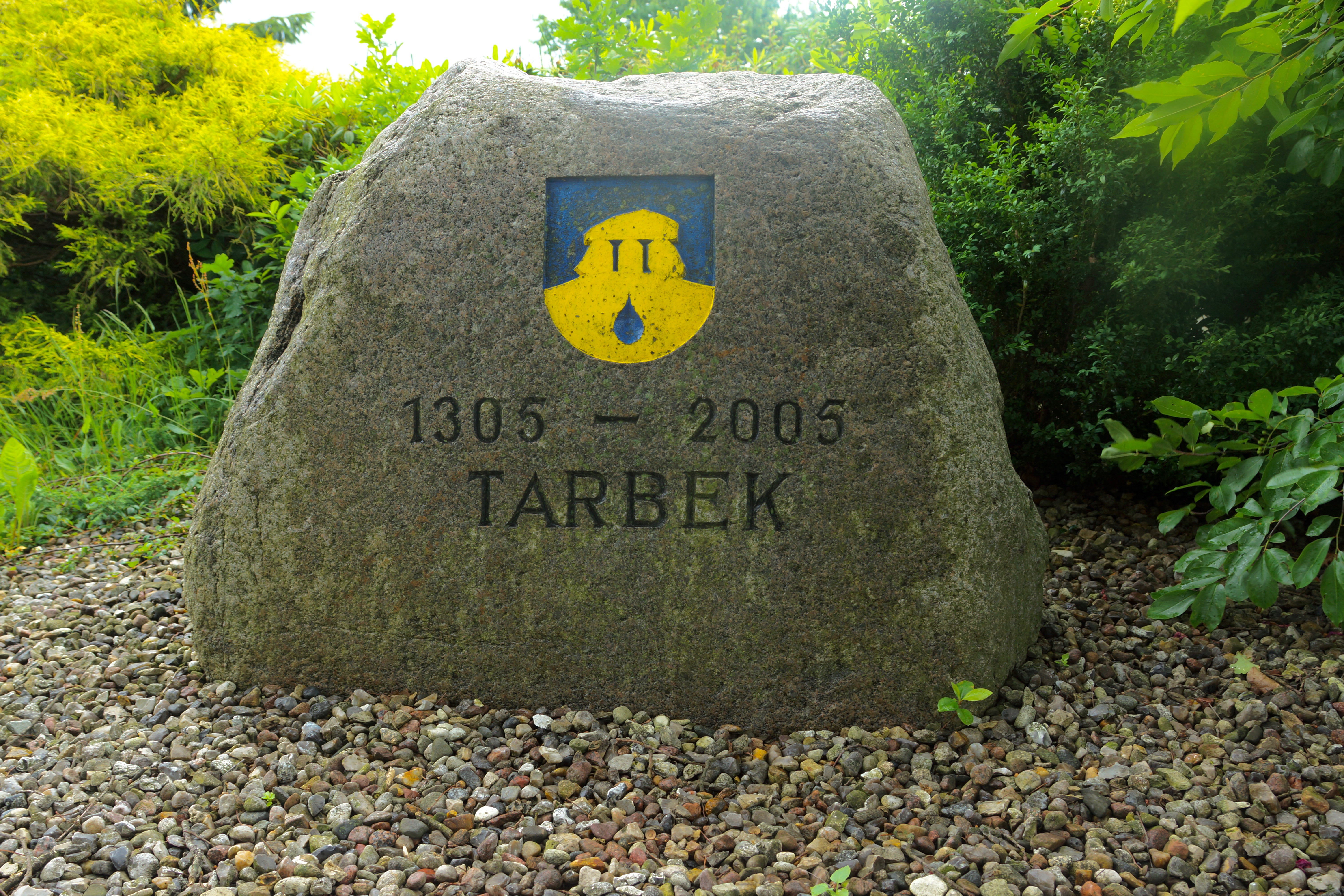
Pedra commemorativa del setcentenari del poble
Monument per a les víctimes de la Segona Guerra Mundial
Casal dels bombers voluntaris